# Hidato

Voorbeeld

met oplossing

Hidato (Hebreeuws: חידאתו , afkomstig van het Hebreeuwse woord 'Hida = Raadsel), ook bekend als Hidoku, is een logische puzzel die bedacht werd door Dr. Gyora M. Benedek, een Israëlische wiskundige.
Het doel van Hidato is om het diagram te vullen met opeenvolgende getallen die horizontaal, verticaal of diagonaal op elkaar aansluiten. De naam Hidato is een geregistreerd handelsmerk van 'Doo-Bee Toys and Games LTD', een bedrijf dat mede werd opgericht door Benebek zelf. Sommige uitgevers gebruiken verschillende namen voor deze puzzel, zoals Number Snake, Snakepit (die beide verwijzen naar de gelijkenis met het videospel Snake), Jadium of Numbrix. 
In Hidato wordt een diagram van vakjes gegeven. Het heeft meestal een vierkante vorm, zoals bij Sudoku of Kakuro, maar het kan ook zeshoeken bevatten of elke andere vorm die een mozaïekpatroon vormt. Het kan binnenste gaten hebben (zoals een schijf), maar het hoeft maar uit één stuk te bestaan.
Het doel is om het diagram te vullen met een reeks opeenvolgende getallen die verticaal, horizontaal of diagonaal naast elkaar liggen.
In elke Hidatopuzzel staan de kleinste en de hoogste getallen op het diagram. Er staan ook andere gegeven getallen in het diagram (met waarden tussen de kleinste en de hoogste) om de speler te helpen op een begin van de oplossing te vinden en om ervoor te zorgen dat Hidato één enkele oplossing heeft.
Opmerking: de bovenstaande voorwaarde voor de kleinste of hoogste getallen is soms versoepeld: alleen hun waarden kunnen worden gegeven, zonder hun posities op het diagram (uiteraard moet het verschil tussen deze waarden gelijk zijn aan het aantal vakjes in het diagram min één. Dit kan leiden tot moeilijkere puzzels.
Elke goed gemaakte Hidatopuzzel zou een unieke oplossing moeten hebben. Bovendien moet een Hidato-puzzel voor menselijke oplossers een oplossing hebben die door (min of meer) eenvoudige logica kan worden gevonden. Er bestaan echter zeer moeilijke Hidatopuzzels, zelfs van klein formaat.

## Verdeling
Na de publicatie van Hidato lijken Numbrixpuzzels, gemaakt door Marilyn vos Savant en die in de meeste edities van het weekblad Parade voorkomen, op Hidato, behalve dat diagonale bewegingen niet zijn toegestaan en dat alle puzzels vierkant van vorm zijn (Vos Savant heeft alleen gebruikte 7×7 en 9×9 diagrammen). Jadiumpuzzels (voorheen Snakepitpuzzels), gemaakt door Jeff Marchant, zijn een moeilijkere versie van Numbrix met minder opgegeven nummers en zijn sinds 2014 regelmatig op de Paradewebsite verschenen, samen met een dagelijkse online versie van Numbrix.

## Oplostechnieken
Zoals in veel logische puzzels, bestaat de basistechniek uit het analyseren van de mogelijkheden voor elk aantal dat in elk vakje staat. Wanneer een vakje slechts één nummer kan bevatten (Naked Single) of wanneer een nummer slechts één mogelijke plaats heeft (Hidden Single), kan ervan worden uitgegaan dat het tot de oplossing behoort.
Een sleutel tot de oplossing is dat deze niet in oplopende (of aflopende) volgorde hoeft te worden opgebouwd; het kan stuksgewijs worden opgebouwd, met stukken vanaf verschillende gegevens.
Net als in het geval van Sudoku, vergt het oplossen van moeilijkere Hidato- of Numbrixpuzzels het gebruik van complexere technieken - met name van verschillende soorten kettingpatronen.